# Trajansbogen (Ancona)

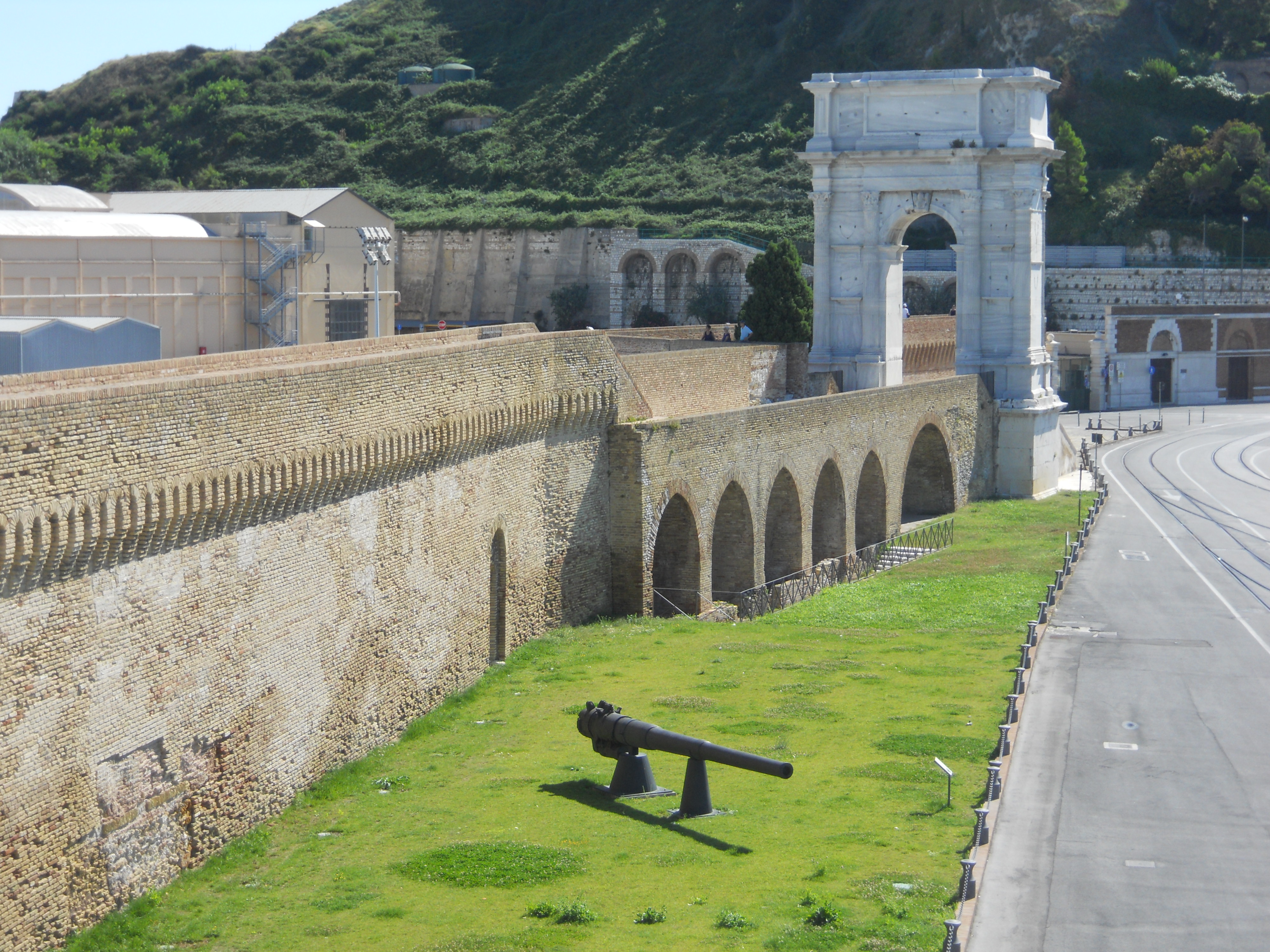
Trajansbogen von Ancona

Der Trajansbogen von Ancona (ital. Arco di Traiano) ist ein eintoriger römischer Ehrenbogen.
Der Bogen wurde zwischen 100 und 115 nach Christus von Apollodor von Damaskus zu Ehren des Kaisers Trajan am Hafen von Ancona errichtet. Trajan wählte die Adriastadt als Ausgangspunkt für seine Schiffexpeditionen und ließ den Hafen mit einer imposanten Mole befestigen. Der Bogen trug Statuen des Kaisers, seiner Ehefrau Plotina und seiner Schwester Ulpia Marciana. Die Untersuchung der Inschriften führte um 1420 Cyriacus von Ancona auf das Gebiet der Epigraphik, die durch ihn begründet wurde.
Sebastiano Serlio beschreibt 1540 in seinen Sieben Büchern zur Architektur den Bogen, er sei „wegen seiner starken Festigkeit noch ganz erhalten, indessen sind viele Zierrate von ihm geraubt worden. Das Bildnis Kaiser Traians hat in Kupfer oben gestanden, auf einem Pferde sitzend. Es sind auch zwischen den Säulen und dem Gesims andere Kupferbilder gestanden und vielerlei Verzierung gewesen“. Von den einst zwischen den korinthischen Säulen angebrachten Schiffsschnäbeln aus Bronze sind noch Spuren der Befestigung sichtbar.